# Tetracera masuiana
Tetracera masuiana är en tvåhjärtbladig växtart som beskrevs av Wildem. och Th. Dur. Tetracera masuiana ingår i släktet Tetracera och familjen Dilleniaceae. Inga underarter finns listade i Catalogue of Life.